# Cervi di Yggdrasill

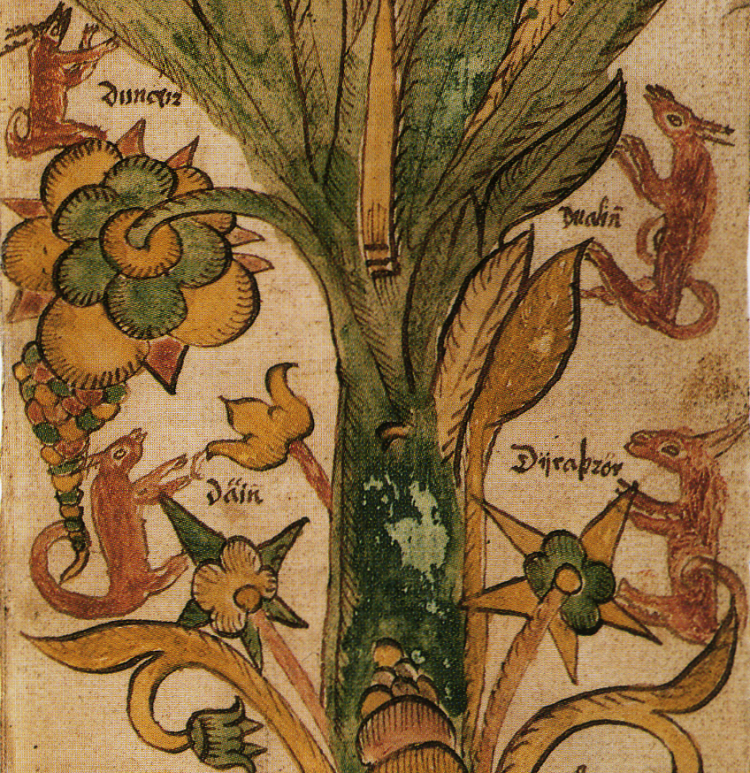
Illustrazione da un manoscritto islandese del XVII secolo. L'autore, probabilmente, non aveva mai avuto occasione di vedere un cervo, e aveva solo una vaga idea dell'aspetto dell'animale.

Nella mitologia norrena, Dáinn, Dvalinn, Duneyrr e Duraþrór sono i quattro cervi che vivono fra le fronde di Yggdrasill, l'albero cosmico, brucandone le foglie. All'albero sono associati anche altri animali: i serpenti che ne tormentano le radici, l'aquila e il falco appollaiati sulla sommità, e lo scoiattolo che fa da messaggero fra i serpenti e i rapaci.
I cervi sono citati sia nell'Edda in poesia che nell'Edda in prosa. Il passaggio dell'Edda in poesia in cui se ne parla si trova nel Discorso di Grimnir (Grímnismál):
þeirs af hæfingar á

gaghálsir gnaga:

Dáinn ok Dvalinn,

Dúneyrr ok Duraþrór.»
che i più alti ramoscelli

tendendo il collo brucano.

Dáinn e Dvalinn,

Dúneyrr e Duraþrór.»
(Edda poetica - Grímnismál - Il discorso di Grímnir XXXIII)
Nell'Edda in prosa di Snorri Sturluson, il riferimento ai cervi compare in un passo dell'Inganno di Gylfi (Gylfaginning), molto probabilmente ispirato ai versi dell'Edda in poesia:
(Snorri Sturluson - Edda in prosa - Gylfaginning XVI)